# Coregonus ussuriensis
Coregonus ussuriensis är en fiskart som beskrevs av Berg, 1906. Coregonus ussuriensis ingår i släktet Coregonus och familjen laxfiskar. Inga underarter finns listade i Catalogue of Life.